# Et ensomt sejl bliver hvidt
Et ensomt sejl bliver hvidt (russisk: Белеет парус одинокий) er en sovjetisk film fra 1937 af Vladimir Legosjin.

## Medvirkende
- Igor But som Gavrik
- Boris Runge som Pjotr Batjei
- Aleksandr Melnikov som Rodion Zjukov
- Nikolaj Plotnikov
- A. Tjekajevskij som Terentij